# 上海木文化博物馆
上海木文化博物馆是位於中華人民共和國上海市寶山區大场鎮沪太路一個以木文化为主题的博物馆，也是国家AAA级旅游景区。场馆面积13000平方米。展厅包括木文明展览馆、古木文化馆、红楼梦文化家具馆、工艺美术大师馆、匠作时刻体验馆。

## 歷史
上海木文化博物馆於2014年12月開幕試運營。 2016年3月正式开馆。